# Łosewo (powiat grajewski)
Łosewo – wieś w Polsce położona w województwie podlaskim, w powiecie grajewskim, w gminie Grajewo.
Prywatna wieś szlachecka Łosiowo-Supiestany położona była w drugiej połowie XVI wieku w powiecie wąsoskim ziemi wiskiej województwa mazowieckiego. W latach 1975–1998 miejscowość należała administracyjnie do województwa łomżyńskiego.